# Setipinna paxtoni
Setipinna paxtoni is een straalvinnige vis uit de familie van de ansjovissen (Engraulidae) en behoort derhalve tot de orde van haringachtigen (Clupeiformes). De vis kan een lengte bereiken van 11 centimeter.

## Leefomgeving
De soort komt in zeewater en brak water voor. De vis prefereert een tropisch klimaat en leeft hoofdzakelijk in de Indische Oceaan.

## Relatie tot de mens
Setipinna paxtoni is voor de visserij van geen belang. In de hengelsport wordt er weinig op de vis gejaagd.